# 蟹江一家3人殺傷事件
蟹江一家3人殺傷事件（かにえいっかさんにんさっしょうじけん）とは、2009年（平成21年）5月1日深夜から翌5月2日昼にかけて愛知県海部郡蟹江町の民家で発生した強盗殺人・同未遂事件である。
犯人の男L（事件当時25歳）は当時三重大学在学の中国人留学生だったが、万引きにより受ける見込みとなった罰金を支払うために盗みを企て、侵入先の民家で遭遇した家人3人を殺傷したほか、3年後に逮捕されるまでに三重県内で窃盗2件を繰り返した（起訴状より）。
愛知県警察による初動捜査時の不手際から捜査は難航し、警察庁は事件から半年以上が経過した同年12月10日、本事件を捜査特別報奨金制度対象事件に指定した。その後、犯人Lは2012年（平成24年）10月に窃盗容疑で三重県警察に逮捕され、その際に採取された唾液のDNA型が事件現場の遺留品と一致したため、同年12月に本事件の被疑者として逮捕され、起訴された。
刑事裁判で被告人Lは強盗殺人・同未遂および窃盗の罪に問われ、2018年（平成30年）に最高裁で死刑が確定。東海3県（名古屋・岐阜・津各地裁および各支部）の裁判員裁判における死刑求刑・判決はいずれも本事件が初だった。

## 犯人L
本事件の犯人は中華人民共和国（中国）籍の男L（逮捕当時29歳）である。Lは1983年（昭和58年）7月28日、中国の山東省済南市で一人っ子として生まれ、事件当時は三重大学の留学生であり、年齢は25歳だった。
2023年（令和5年）9月25日時点で、Lは死刑確定者（死刑囚）として名古屋拘置所に収監されている（現在41歳）。

### 生い立ち
Lの父親は地方公務員で、家庭は中流家庭だった。経済的に不自由なく暮らし、読書好きな少年だったLは、地元では成績優秀で地元の大学にも合格していたが、父親から「日本で先進技術を学んではどうか」と留学を勧められたことから、2003年（平成15年）10月に郷里の中国・山東省から留学目的で来日した。そして四年制大学への進学をめざし、語学学校の1年6か月コースに入学し、寮生活を送っていたが、在学中の2004年（平成16年）4月・8月には京都府京都市内で2度にわたって万引きをしたとして、窃盗容疑で逮捕され、不起訴処分となっていた。
語学学校を卒業後、Lは2005年（平成17年）4月にコンピューター専門学校（2年課程）に入学したが、後述の三重大学合格を受けて中退。当時の授業料は年間65万円余りで、Lはこれを延滞せずに納めていたが、クラスの成績上位者が選ばれる私費留学生向けの奨学金は受けられなかった。Lは後年（2013年）、『毎日新聞』記者・永野航太との面会取材で「来日した当初は日中間の懸け橋になることを夢見ていたが、生活が困窮したことから万引きを繰り返すようになった」と述べている。
Lは三重大学に2006年（平成18年）4月から在学し、国の支援を受けない私費留学生として年間約34万円の授業料を払いつつ、三重県津市内の大学キャンパス付近のアパートで一人暮らししながら地域文化論を学んでいた。しかし三重大時代（2008年 - 2010年度）には学費滞納を繰り返し、前期・後期ごとに大学側から何度も支払いの督促を受けていた。アパートの家賃も滞納するなど、生活費に困窮しており、成績も悪く、授業に来ないことも多かった。結局、事件のあった2009年度は2単位しか取得できなかったが、2010年度（入学5年目）には授業に出席するようになり、2011年3月に卒業した。

## 事件の経緯

### 事件前の動向
来日直後から万引きなどの窃盗事件を繰り返していたLは、津市内で食料品・衣類などの万引きを繰り返した。
事件前年の2008年（平成20年）12月31日、当時大学3年生だったLは高級食材を万引きする窃盗事件を起こし、三重県津警察署に摘発され、罰金刑（20万円）を受けた。これに加え、翌2009年2月8日にはセーラー服のコスチュームを万引きしようとした窃盗未遂事件を起こして検挙された。Lは2009年4月27日、各事件について検察庁で取調べを受けた際に検察官から「罰金刑を科される見込みである」「罰金を納めない場合には労役場に留置される可能性がある」と説明を受けた上で、略式手続による処分を受けることに同意したが、「罰金を支払えず労役場に留置されると、大学を退学処分になり自分の人生が終わってしまう。そうなれば日本への留学のために経済的負担を掛けた両親の期待を裏切ってしまう」などと考えた。そのため、当初は罰金を支払う資金を得るため、名古屋で通行人から金品を奪う路上強盗を思い付き、相手から追跡された場合に捕まらず逃げ切るため、「武器を使って相手を脅したり、殴ったりしよう」と考えた。
事件当日（2009年5月1日）、Lは自宅からモンキーレンチ（金属製・重量約635 g）・片刃のネジ付きスライド式クラフトナイフ（刃渡り約6 cm・重量約50 g）を、それぞれをかばんに入れて携帯した上で、パーカー・マスクを着用して名古屋市内に出掛けた。そして名古屋駅周辺で路上強盗をする相手を探したが、標的を見つけることができなかったために犯行を断念し、近鉄名古屋駅（近鉄名古屋線）から帰りの急行電車に乗車した。Lは乗車中に電車内で乗客の女性に目をつけ、その女性が降りた駅（近鉄蟹江駅）で後を追って降車したが、女性が乗用車で立ち去ったため、犯行は結局失敗した。

### 一家殺傷
Lはその後もひったくりの標的を見つけられず、空き巣狙いに切り替えて周辺を物色。駅へ向かって歩いていたが、21時30分ごろ - 22時ごろまでの間に被害者A宅（事件現場）付近を通りかかったところ、A一家の飼い猫が施錠されていなかった玄関からA方に入るのを見た。家の玄関ドアが少し開いていることに気付いたLは、A宅に近付いたところ、リビングには照明が点灯しておりテレビも点いていることを確認した。しかし、玄関ドアの隙間から屋内の様子を伺ったところ、玄関の照明は消えており、中に誰もいなかったため、「A宅で金品を窃取しよう」と考え、土足で玄関ドアからA宅に侵入した。
照明が点灯していたリビング・廊下を挟んで反対側の照明が点灯していなかった和室に入ると、Lは同室内を観察し、室内にあったコートなどのポケットを調べるなどして金品を物色していたが、背後から家主の女性A（事件当時57歳）に「誰やお前」と声を掛けられた。驚いたLは玄関から逃走しようとしたが、Aに服を掴まれたため、金品を強取する意図と殺意を持った上で、Aの頭部を多数回モンキーレンチで殴り、Aを頭蓋骨骨折・脳挫傷などによる外傷性脳障害で死亡させた（強盗殺人罪）。
しかしAに暴行を加えていた途中、Aの次男B（事件当時26歳）がLに飛び掛かった。そのまま約1時間にわたり、Lはリビング・和室などでBと揉み合った末、自己の後頭部を勢いよくBの頭部にぶつけたことで優勢となり、Bの服をまくり上げて近くにあった電気コードでBの両手を縛り上げた。Lは揉み合いの最中、着用していたマスクが外れたため、「Bに顔を見られたから、殺すしかない」と考え、殺意を持ってA宅の台所にあった包丁（刃渡り約17.2 cm）でBの左背部を数回突き刺すなどして、被害者Bを左肺動脈切断による出血性ショックにより死亡させた（強盗殺人罪）。
A・B両被害者を殺害後、LはA宅の床の血痕・足跡を拭き取ったり、血液の付着した衣服を洗濯したりして証拠隠滅を図っていた。しかしその途中（2009年5月2日2時25分ごろ）、Aの三男C（事件当時25歳）が帰宅した。これに驚いたLはCへの殺意を持った上で、玄関に座ってブーツを脱いでいたCを背後から襲い、首やその周辺などを立て続けにクラフトナイフで数回突き刺した。しかし、Cに「殺さないでくれ」と命乞いをされたことや、顔を見られていなかったことから殺害を思い留まり、Cにそれ以上の暴行を加えることはなかった。LはCを死亡させるには至らなかったが、全治2週間の怪我を負わせた（強盗殺人未遂罪）。
刺されたCは背後を振り返り、廊下に立っていたLを取り押さえようとして揉み合いになり、両者はクラフトナイフを奪い合った。一時は反撃したCがLの足を刺すなどした後、両者の話し合いによる結果、Lはクラフトナイフを離れた場所に投げ捨てた。帰宅から約30分後、負傷したCはLに「出て行け」と迫ったが、Lは「まだやることがある。血を拭いたり、指紋を消したりする」と拒否し、Cの手首を電気コードで縛り上げたり、頭をパーカーやガムテープで包んで目隠しをし、抵抗不能な状態に陥ったCを床に寝転がした。そして金品を物色してLは財布を見つけ、入っていた現金（Aほか2名所有の現金約20万円・腕時計1個〈時価約1,200円相当〉）を強取した。この間、CはLから金品のありかを尋ねられて「うちには金はない」と答えたところ、Lからの「家に入って女性 (A) に見つかった。揉み合っているとき、男性 (B) が入ってきて…ごめん」という返答で母親A・兄Bが死亡したことを悟った。また警察が駆け付ける前（2009年5月2日早朝）、母親Aの知人がA宅（現場）を訪れ、玄関インターホンを押したが、Lは応対しようとするCを制止していた。この間、Cは何度も意識が途切れたが、警察官が来たことで目を覚ました。
初動捜査では犯人が証拠隠滅・現場偽装を入念に図ったかのように思える点（血痕を拭き取るなど）と、ずさんな面（凶器や自身の着ていたパーカーを現場に残したり、2階を物色しなかったりなど）がそれぞれ確認されたが、捜査幹部は「犯人は犯行後、現場を事件前のように装い、証拠隠滅を図ったが、息子たちが相次いで帰宅した上、最後に警察官が来たため、中途半端なまま逃走した可能性が高い」と指摘している。

## 初動捜査
2009年5月2日朝、次男Bの勤務先の上司がBの欠勤を不審に思い、同日12時20分ごろに愛知県蟹江警察署の署員とともにA宅を訪ねた。駆けつけた警察官が家の中に声を掛けていたところ、負傷した三男CはLの気配がないことに気付き、両手首を縛られた状態で施錠されていた玄関の鍵を開けて家の玄関から飛び出してきた。Cは間もなくA宅の玄関付近に来ていた警察官によって保護され、「休んでいてください」と付近に待機させられたが、この時に蟹江署員に対し「強盗に入られた、助けてください。家の中で2人死んでいます。犯人は逃げました」と伝えた。
一方、Lは1階南側の玄関ドア隙間から上がり框（かまち）でうずくまっていたが、その姿を確認した蟹江署員はLを被害者だと思い込み、玄関先から「出てきてください」と声を掛けた。その後、署員が2分間ほど無線で連絡を取っていた間、Lは隙を見てA宅の勝手口を解錠し、現場から逃走した（#初動捜査における不手際）。警察官らが屋内に入ったところ、次男Bが1階の和室で倒れており、搬送先の病院で死亡が確認された。このため、愛知県警は本事件を殺人事件と断定し、特別捜査本部（特捜本部）を設置したが、Bの遺体が入っていた和室の押し入れは目視確認にとどめていたため、Aの遺体発見に時間がかかった（#初動捜査における不手際）。
特捜本部は事件発覚翌日（2009年5月3日朝）から改めて現場検証を行い、和室の押し入れ下段に押し込められている母親Aの遺体を発見した。また、A宅の洗濯機には血液の付着した衣服が入れられていたことも確認され、室内からはパーカー・凶器（モンキーレンチおよびクラフトナイフ）・防寒用手袋・マスクといった遺留品のほか、猫（Aが飼っていたペット）の死体も発見された。
被害者Cは事件当初、「犯人にパーカーで顔を隠されたので、犯人の顔はわからなかったが、海部地域とは違うイントネーションの日本語で現金を要求された」と証言していた。一方、室内で発見された遺留物の中に、被害者母子とはいずれも異なるデオキシリボ核酸 (DNA) 型が検出された。特捜本部はそのDNA型を警察庁のデータベースで照会したが、この時点では合致する型は発見できなかった。その後、唾液・汗などを含めた室内の遺留物を鑑定したところ、被害者3人全員の血液型（A型）とは異なるO型の血液型血痕が検出された。一方で現場の複数箇所からは手袋の跡が見つかったが、遺留品からは犯人の指紋は発見されなかった。

### 初動捜査における不手際
一連の初動捜査時には以下のような不手際が指摘された。
- 被害者Aの遺体は毛布を掛けられた状態で押し入れに隠されていたが、事件発覚当日（5月2日）に現場室内に入った捜査員は、Aの遺体が入っていた押し入れのふすまを開けたものの、毛布をめくり上げるなどせず目視にとどめた[注 29]ため、Aの遺体を発見できず[注 32][63]、Aは当初の警察発表で「行方不明」と発表された[17]。
- 愛知県警は事件当初、現場に駆け付けていた蟹江署員が目を離していた隙に、現場から不審な若い男（＝犯人L）が逃走したことを把握していたが、当初は「住民は殺人事件として警戒しており、二次被害発生の心配はない。判明している情報は『黒っぽい服装の男』というだけであるため、それだけでどれだけ情報が集まるかも不明だ」として「捜査上の秘密」と判断し、約1週間にわたりこの事実を公表しなかった[63]。しかし、捜査の進め方に不信感を抱いていた捜査関係者が『中日新聞』（いずれも中日新聞社）社会部記者・平田浩二からの取材に対しこの事実を証言し、同紙がその取材内容をスクープしたことでこの事実が判明した[74]。
  - 初動捜査時の対応について、特捜本部長・立岩智博（愛知県警捜査一課長）は「結果的に犯人かもしれない不審者に逃走されたが、当初は被害者Cの治療・現場保存などを行う必要があり、初動捜査にミスはなかった。男の情報は事件の重要な目撃情報であるため公表しなかった」とコメントしたが[58]、結果的に初動捜査時の数々の不手際が事件解決を遅らせる原因となった[17]。
- 特捜本部は事件当初、「顔見知りの犯行」と推測して初動捜査に当たったが、途中から「見ず知らずの何者かによる犯行」と見方を変えたため、捜査は後手に回った[63]。
- 5月3日に現場検証を行った際、「現場に土足痕は確認されなかった」と発表していたが[44]、その後改めて現場検証を行った結果、1階廊下など室内複数個所から犯人のものと思われる土足痕が発見された[75][76]。
- 特捜本部が犯人の遺留品とみられる上着[注 33]を一般に公開したのは、事件発生から約2週間後（2009年5月15日）だった[78]。

愛知県民からの信頼が揺らぐこととなった一連の初動捜査ミスに対し、『中日新聞』（記者：藤沢有哉・伊藤隆平）は「犯人逃走はすぐ地元に知らせる必要があったし、住民の記憶が薄れた時期の証拠品公開は効果が薄い。埋もれた有益な情報を引き出すには、情報公開で大勢の目を事件に向けさせ、理解・協力を得ることが不可欠だ。『情報を選別した上で、捜査に重大な支障が出るもの以外は迅速に公開する』という姿勢が県警には欠けていた」と指摘した。

## 難航する捜査
「現場から（後に犯人Lと判明する）男の逃走を許す」「被害者Aの遺体発見が遅れる」「遺留品の公開・警察犬の投入などが遅れる」など、さまざまな不手際で捜査が後手に回ったことにより、事件発生から1か月後（2009年6月）時点でも犯人像・犯行目的は絞り込み切れず、捜査は難航した。事件から半年が経過した2009年11月2日までに、特捜本部には約300件の情報提供があり、捜査対象者は約5,400人に上ったが、いずれも犯人の特定には結びつかなかった。事件から3年となる2012年（平成24年）5月2日時点で計526件の情報提供があったが、その後も犯人に結び付く情報は得られず、事件の記憶風化から情報提供数は減少し続けていた。
警察庁は2009年12月8日付で、本事件を捜査特別報奨金制度対象事件に指定し（制度開始から37件目）、犯人逮捕に結びつく有力情報の提供者に最高300万円の懸賞金を支払うことを決めた。当初の期限は同月10日から1年間で、愛知県警管轄の未解決事件としては豊田市女子高生殺害事件（2008年発生）以来だった。その後、被疑者Lの逮捕前日（2012年12月6日）に愛知県警は本事件について、同月9日付で期限が切れる捜査特別報奨金制度指定の延長を断念することを発表した。実際にはこの時点で既に被疑者Lの存在が捜査線上に浮上してはいたが、表向きの理由は「期限延長に向けて警察庁と協議したが、情報提供件数が減少しているため延長申請を断念した」というものだった。

## 事件解決

### 事件後 - 逮捕までのLの行動
一方でLは、犯行後も万引きなどの軽犯罪を繰り返していた一方、後述のようにDNA型鑑定が行われるまで捜査線上に浮上することはなく、2011年（平成23年）3月には5年間在学した三重大学を卒業した。また、腎臓病の治療や婚約者の女性と会うことなどを理由に、度々中国に帰国しており、多い年には年3回帰国していた。
三重大卒業後、Lは2011年4月に新卒で三重県亀山市の自動車部品メーカーに就職し、部品検査・組み立てなどの部署で勤務しながら、研修生の通訳を担当していた。当時の勤務態度は真面目で、同じ中国人研修生の同僚とも良好な関係を築き、休日は若手社員とともにフットサルを楽しんでいた。また、就職後には中国にいる交際相手女性を日本に呼び寄せ、結婚する計画を立てていた。
しかし2012年（平成24年）春、Lは「結婚したいので昇給してほしい」と会社に相談し、同僚たちに転職を示唆するなどした。結局、Lは上司らの慰留を断り、同年6月には「家のリフォームの仕事をする」と言って会社を退職。そして、より高給職を求めて三重県外の建設関係会社に転職したが、その仕事もすぐに辞め、同年8月には名古屋市内で放置自転車を盗んで乗車していたところ、愛知県警の警察官に職務質問され、所轄の警察署で事情聴取を受けた。しかし被害が軽微だったため、県警はLの身元確認はしたものの、逮捕・書類送検などの刑事手続きや、DNA型の採取などは行わず、警察内部だけで処理する「微罪処分」に処した。

### 逮捕・起訴
2012年10月18日14時40分ごろ - 同日16時10分ごろまでの間、Lはかつて在学していた大学（三重大学）の第一体育館2階男子更衣室で、携帯電話機1台（時価約60,000円相当）を窃取した。また同年10月19日、津市栗真町屋町の駐車場で会社員男性所有の乗用車1台（ETCカード1枚など2点積載、時価約160万円相当）を窃取したが、同日中にこの車を同県鈴鹿市内で運転していたところ、三重県鈴鹿警察署の署員に発見され、窃盗容疑で同署に逮捕された。三重県警は2008年にLを摘発した際、指紋を採取したのみでDNA型は採取していなかったが、この逮捕時に任意で「前科があるため念のために」とLのDNA型を唾液から採取し、これが本事件解決のきっかけとなった。これら2件の窃盗事件について、津地方検察庁は同年11月9日に10月19日の自動車盗事件について、（本事件解決後の）12月11日には10月18日の三重大での窃盗事件について、それぞれ窃盗罪で起訴した。
2012年11月下旬、三重県警が採取したLのDNA型を警察庁のデータベースに登録・照合した結果、LのDNA型は本事件の現場にあった味噌汁の飲み残しなどに残されていたDNA型と一致することが判明した。これを受け、愛知県警蟹江署特捜本部が被疑者Lを取り調べたところ、Lは「間違いありません」と強盗殺人容疑を認める供述をしたため、特捜本部は12月7日、強盗殺人・同未遂容疑で被疑者Lを逮捕した。
逮捕後、被疑者Lは犯行動機について「万引きで受けた罰金を支払うために金が必要だった。（家人に）見つかったら殺すつもりだった」「凶器のモンキーレンチ以外に、手袋・マスクを用意して現場に押し入った」と供述した。蟹江署特捜本部は12月8日にLが住んでいた津市内のアパートを家宅捜索し、9日に強盗殺人などの逮捕容疑でLを名古屋地方検察庁に送検した。そして名古屋地検は同年12月28日、強盗殺人・強盗殺人未遂・住居侵入の各罪状で被疑者Lを名古屋地方裁判所に起訴し、被告人Lの身柄は2013年（平成25年）2月4日付で勾留先の蟹江署から名古屋拘置所に移送された。

## 刑事裁判

### 第一審・名古屋地裁（裁判員裁判）

#### 公判前整理手続・精神鑑定
被告人Lは起訴後、収監先の名古屋拘置所内で壁に頭を打ち付けたり、睡眠剤を大量服用するなどの自殺未遂・自傷行為を繰り返した。やがてLは精神的に不安定になり、意思疎通が難しくなったため、Lの弁護人は「Lには刑事責任能力・訴訟能力がない」とする旨を主張し、公判前整理手続中の2013年には名古屋地方裁判所にLの精神鑑定を申し入れた。当時、Lは身体・精神双方に変調をきたして外部の病院で治療を受けている状態で、名古屋地裁はこの申請を認め、精神鑑定を実施したが、同年末に「責任能力・訴訟能力に問題はない」とする精神鑑定結果を示した鑑定書が名古屋地裁に提出された。
その後の公判前整理手続の結果、争点の絞り込みは2014年9月までに完了し、同年11月26日には裁判員裁判の全公判日程が決まった。

#### 公判
2015年（平成27年）1月19日、名古屋地方裁判所（松田俊哉裁判長）で被告人Lの初公判（裁判員裁判）が開かれた。同日、検察官は冒頭陳述で強盗の意図があったことを指摘し、「金品を取る障害となる2人を殺害した行為は強盗殺人罪が成立する」と主張した。一方、弁護人は冒頭陳述で「侵入当初は空き巣目的で入っただけで、強盗の意図はなかった。被害者2人に発見されてパニックになり、とっさに殴ってしまった。強盗殺人（未遂）罪の成立は認められず、三男Cへの暴行も傷害罪に留まる」と反論したが、被告人Lは「被害者らを殺意を持って死亡させた事実は合っていますか」という質問に対し「合っている」と答えた。
第2回公判（1月21日）で検察官による証人尋問が行われ、事件で唯一生き残った被害者である三男Cは証人として裁判官・裁判員らに対し「事件当日、自分が飲み会に行かなければ誰も傷つかなかったと悔やんでいる。亡くなった2人のためにも、被告人Lには死刑を望む」と訴えた。続く第3回公判（1月23日）でも引き続き検察官の証人尋問が行われ、被害者Bと婚約していた女性（Bの元同僚）が「死刑でも死刑でなくてもどちらでも良いが、Lにはできればずっと自分の犯した罪を反省して償ってほしい」と訴えた。
1月26日の公判では弁護人による証人尋問・証拠調べが行われ、証人として出廷した被告人Lの父親は「息子には国際電話などで何度も『金に困っていないか』と聞いたが、息子は『金は必要ない。努力して自分で何とかする』といつも答えていた。息子を信じていたが、このようなことになってしまったことには親として責任を感じる」と証言し、被害者遺族への謝罪の言葉も述べた。また、同月28日の公判では弁護人が、被告人Lによる被害者・遺族への謝罪の言葉などがつづられた手記を朗読したほか、検察官も逮捕後の被告人Lの供述調書を朗読した。
2月2日 - 3日は被告人質問が行われ、Lは2日の被告人質問で弁護人からの「A宅に侵入するまでは凶器のモンキーレンチ・ナイフを使おうとは考えていなかったか」「3人を殺傷した後、腕時計を偶然発見するまでは現金を手に入れようとする気持ちはなかったか」という質問をいずれも肯定したほか、被害者遺族や自身の両親への謝罪の言葉を述べた。また、翌3日の公判では被害者参加制度を利用して質問に参加した被害者Cから「万引きを繰り返していた生活を変える努力をしなかったのか」などと質問され、「事件を思い出すと感情をコントロールできない」「事件のことは後悔している」などと答えた。
2015年2月6日に開かれた第10回公判で論告求刑が行われ、検察官は被告人Lに死刑を求刑した。午前中の論告で、検察官は「人がいると分かった上で、住宅に凶器を持参した上で侵入したのは、攻撃を想定していたからだ。金品を奪う目的だったのは明らかで、典型的な強盗殺人。3回にわたる殺害行為は強盗殺人の中でも特に悪質で、刑事責任は極めて重く、被害者遺族も極刑を望んでいる」と主張した。一方、同日午後の最終弁論で被告人Lの弁護人は、「窃盗目的で偶然被害者宅に侵入し、家人に見つかってパニックになって暴行を加えたが、この時点では金を奪う意図はなく、強盗殺人罪は成立しない。仮に強盗殺人罪が成立するにしても、殺害された被害者2人に対しては当初、強盗殺人の犯意はなく、判例の量刑傾向からしても死刑選択の余地はない」と主張し、殺人＋窃盗罪の適用と無期懲役刑の選択を求めた。

### 死刑判決
2015年2月20日に判決公判が開かれ、名古屋地裁刑事第2部（松田俊哉裁判長）は検察官の求刑通り、被告人Lに死刑を言い渡した。
名古屋地裁 (2015) は「被告人LはAに見つかった際、激しい暴行を加えずとも逃げようと思えば逃げられたのに敢えて逃げず、激しい暴行を加えていた。また、当時は顔をマスクで隠しており、Aの口封じをする必要性も薄く、その後には実際に事件現場の住宅で金品を奪っているため、Aに遭遇した時点で強盗を行うことを決意したと認められる」と指摘し、強盗殺人（未遂）罪の成立を認めた。その上で、「LはAと遭遇し、警察に通報されそうになったことでパニックになり、A・B両被害者への殺害行為に及んだ。その後、Cが帰宅したことで頭が真っ白になるほど混乱し、Cをナイフで刺したが、特にどの場所を狙ったという気持ちはなかった」という弁護人の主張については、「被害者の受傷程度や凶器の殺傷能力の高さなどから、被害者3人全員への確定的な殺意を有していたことが認められる。Bを刺殺した際にはわざわざ台所まで行って包丁を持ち出しており、パニックに陥っていたとは考えられない。弁護人は『Cには途中で攻撃をやめており、殺意はなかった』と主張するが、LはCに対し、既に殺害に十分な暴行を加えたと判断して攻撃をやめたにすぎない。Cの怪我は結果的には致命傷にはならなかったが、これはナイフによる攻撃が偶然にもわずかに急所を外れたにすぎず、攻撃を中止した後も救護活動などは行っていないため、中止未遂も成立しない」と指摘した。
そして、量刑の理由では「金銭的に苦しい状態に陥っていることを母国の両親に打ち明け、資金の援助を求めることもできたにも拘らず、自己のプライドからそれをせず、万引きにより受けた罰金の支払いのために犯行におよんでおり、動機は自己中心的・身勝手だ」「侵入時点では強盗・殺害までは考えておらず、窃盗目的を持っていたにすぎないが、当初から武器を利用したひったくりを計画して凶器を携行し、家人がいると分かって被害者宅に侵入した本事件は、予期せず家人が在宅しており、突発的に強盗・殺害におよんだ場合とは異なる。計画性がない点を重視して死刑が回避された事案と、本事件を同列に考えることはできない」などと指摘した上で、「被告人Lは一貫して殺傷の事実を認め、謝罪の言葉も述べていることなどから更生可能性も認められるが、本事件後も同じ過ちを繰り返す虞のある行動を取っており、捜査段階では供述を二転三転させ、公判でも不合理な弁解を繰り返すなど、常に自己保身を考えている様子がうかがえ、真摯な反省は認められない。事件当時25歳で前科がなかったことや、両親が被害弁償のために500万円を工面したことなど、Lにとって有利な情状を最大限に考慮しても、死刑を回避すべき特別な事情があるとはいえない」と結論付けた。
被告人Lの弁護人・北條政郎弁護士は、「死刑ありきとも受け取れる判決は容認できない」と判決への不服を訴え、2015年2月25日付で名古屋高等裁判所に控訴した。

### 控訴審・名古屋高裁
2015年7月27日に名古屋高等裁判所（石山容示裁判長）で控訴審の初公判が開かれ、即日結審した。控訴審でも強盗殺人罪成立の是非が争点となり、弁護人は「被害者に暴行を加えたのは強盗のためではなく、Aに大声を出されたためだ。仮に強盗の犯意が認められても、殺害された被害者が2人で殺害の事前計画性もないケースでは、死刑選択は妥当ではない」として、死刑判決の破棄（無期懲役の適用）を訴え、強盗の犯意を否定するための証拠調べ・被告人質問を要求したが、名古屋高裁はいずれも退けた。
2015年10月14日、名古屋高裁刑事第1部（石山容示裁判長）は死刑を選択した第一審判決を支持し、被告人Lの控訴を棄却する判決を言い渡した。名古屋高裁 (2015) は「殺害された被害者数が2人の場合、原則として死刑を選択すべきとは言えない。死刑選択に当たっては、合理的な根拠は何か、可能な限り慎重に検討すべきだ」と指摘した上で、「被告人Lは被害者宅に侵入した際、家人と遭遇して騒がれることを予想しており、実際にAに見つかったことで確定的な強盗の犯意が生じた。Aらが抵抗しなくなっても繰り返し暴行を加えるなど、犯行の態様は執拗で残酷だ。死刑を選択した原判決は具体的な根拠から導き出された合理的判断で、是認できる」と述べた。Lの弁護人は判決を不服として同日付で最高裁判所へ上告した。

### 上告審・最高裁第一小法廷
2018年（平成30年）7月12日に最高裁判所第一小法廷（木澤克之裁判長）で上告審口頭弁論公判が開かれ、弁護人は強盗の計画性を否定したほか、Lの訴訟能力を否定する旨も主張し、死刑回避を主張した。
2018年9月6日に上告審判決公判が開かれ、最高裁第一小法廷（木澤克之裁判長）は一・二審の死刑判決を支持して被告人L側の上告を棄却する判決を言い渡したため、被告人Lの死刑判決が確定することとなった。被告人Lおよび弁護人は同判決に対し訂正を申し立てたが、最高裁第一小法廷（木澤克之裁判長）の決定（2018年10月2日付）で棄却されたため、翌日（2018年10月3日）付で死刑判決が正式に確定した。

## 民事裁判
2015年には生存した三男Cを含む被害者遺族3人が、被告人Lに対し「損害賠償命令制度」に基づき、死亡した2人の逸失利益・慰謝料など計約1億7,900万円の支払いを求め、名古屋地裁に損害賠償手続きを申し立てた。しかし第一審の死刑判決を不服として被告人Lが控訴したため、担当裁判官は賠償額を決定できず、同制度に基づく手続きは2015年4月下旬に終結し、原告の被害者遺族3人は、被告人に対して同額の損害賠償を請求する通常の民事訴訟に移行した。その後、C以外の原告2人は2015年10月に訴訟を取り下げたため、請求額は残る原告Cの請求していた約5,600万円となった。
2016年3月24日に名古屋地裁民事第6部（村野裕二裁判長）は原告・三男Cの請求を全額認め、被告（被告人L）側に慰謝料など約5,600万円の支払いを命じる判決を言い渡した。名古屋地裁 (2016) は判決理由で「極めて悪質・重大な事件で、動機も身勝手で同情の余地はない」「家族を奪われた本件原告Cの悲しみや心痛は余りあるものだ。本件被告（被告人L）は真摯な反省をしているとは認め難い」と指摘し、死亡した被害者A・B両名の逸失利益を計約1億3,600万円のうち、Cの相続分の約4,550万円＋Cの負傷などに対する慰謝料など計約1,050万円＝総額約5,600万円の支払いを命じた。

## 防犯活動
2010年2月15日には現場となった蟹江町と、隣接する弥富市に対し、それぞれ地元住民らにより録画・夜間撮影機能を持つ防犯カメラが贈呈され、事件現場付近の近鉄蟹江駅や、近鉄弥富駅それぞれの駅前にそれぞれ設置された。
蟹江町民はその後も、平仮名45文字を頭にした防犯標語を作ったり、蟹江署・海部南部防犯協会連合会が合同で近鉄蟹江駅の利用者向けに防犯ブザーを貸し出したり、蟹江署特捜本部の捜査員とともに情報提供を求めるチラシ配りに参加したりなどして、防犯活動を継続した。